# ایشی ۸۱۶۷
سیارک ۸۱۶۷ (به انگلیسی: 8167 Ishii، نامگذاری:1991CM3) هشت هزار و صد و شصت و هفتمین سیارک کشف شده‌است که در ۱۴ فوریه ۱۹۹۱ کشف شد.
قدر مطلق سیارک برابر ۱۳٫۴۰ است.